# Жюстокор

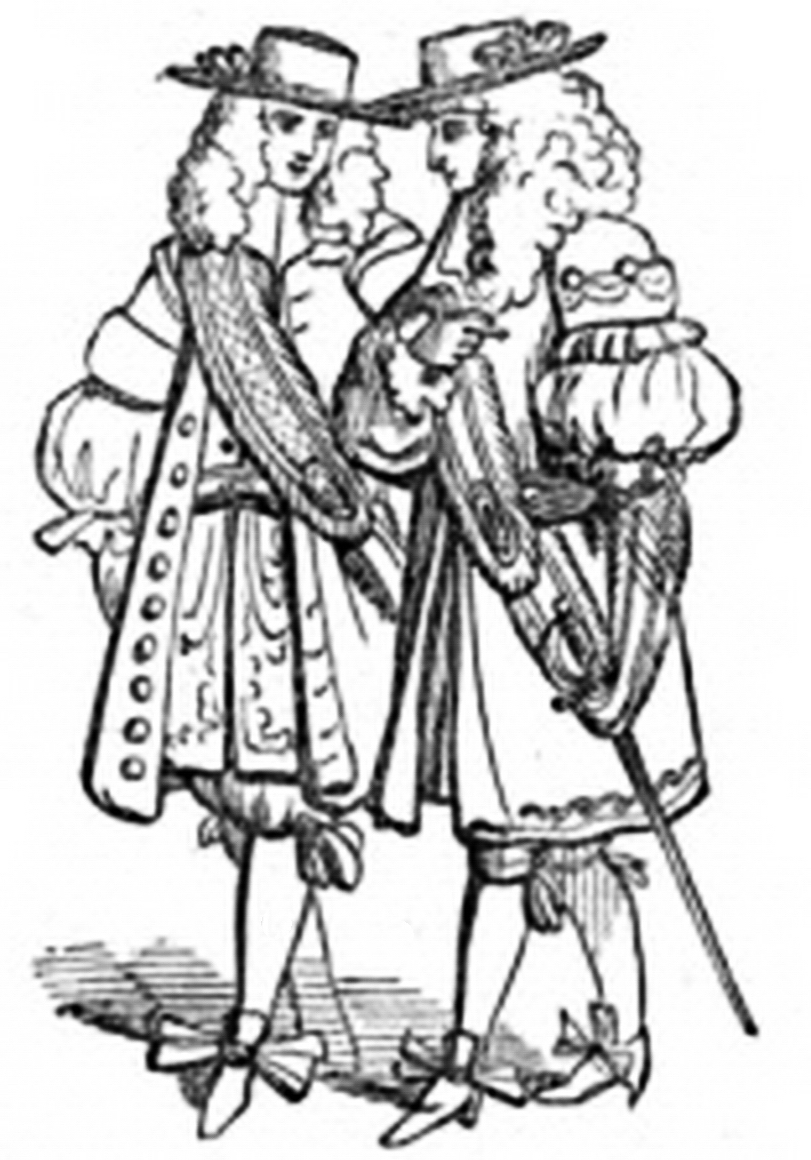
Английские дворяне в жюстокорах времён Карла II

Жюстоко́р (just au corps с фр. — «точно по корпусу») — тип мужского кафтана, появившийся в 1660-х годах и являвшийся до конца XVIII века обязательным элементом европейского придворного костюма наряду с камзолом.
Жюстокор характеризовался прилегающим по талии фасоном с узкой линией плеч и расширением к низу, без воротника, с короткими рукавами и карманами. Нижняя отрезная часть, состоящая из клиньев, была на жесткой полотняной или волосяной прокладке; в боковых швах и шлице спинки закладывались складки.
Будучи одеждой знати, жюстокор шился из дорогих тканей — шёлка, атласа и бархата — и обильно украшался вышивкой, канителью, фестонами; застежки и пуговицы нередко выполнялись из драгоценных металлов, петлицы — из золотого и серебряного шнура, и сами по себе являлись украшением.

## Порядок ношения
Жюстокор носили с кюлотами — короткими штанами обычно однотонного с жюстокором цвета — и чулками. Под кафтан надевали камзол, который был на 10-15 сантиметров короче жюстокора и контрастировал с ним по цвету, или короткий жилет, украшенный вышивкой. Верх не застегивался, на него выпускали пышное кружевное жабо, позднее замененное шейным платком. Поверх жюстокора носили пояс-шарф на уровне талии, завязывающийся за спиной или на боку бантом.

## Эволюция жюстокора

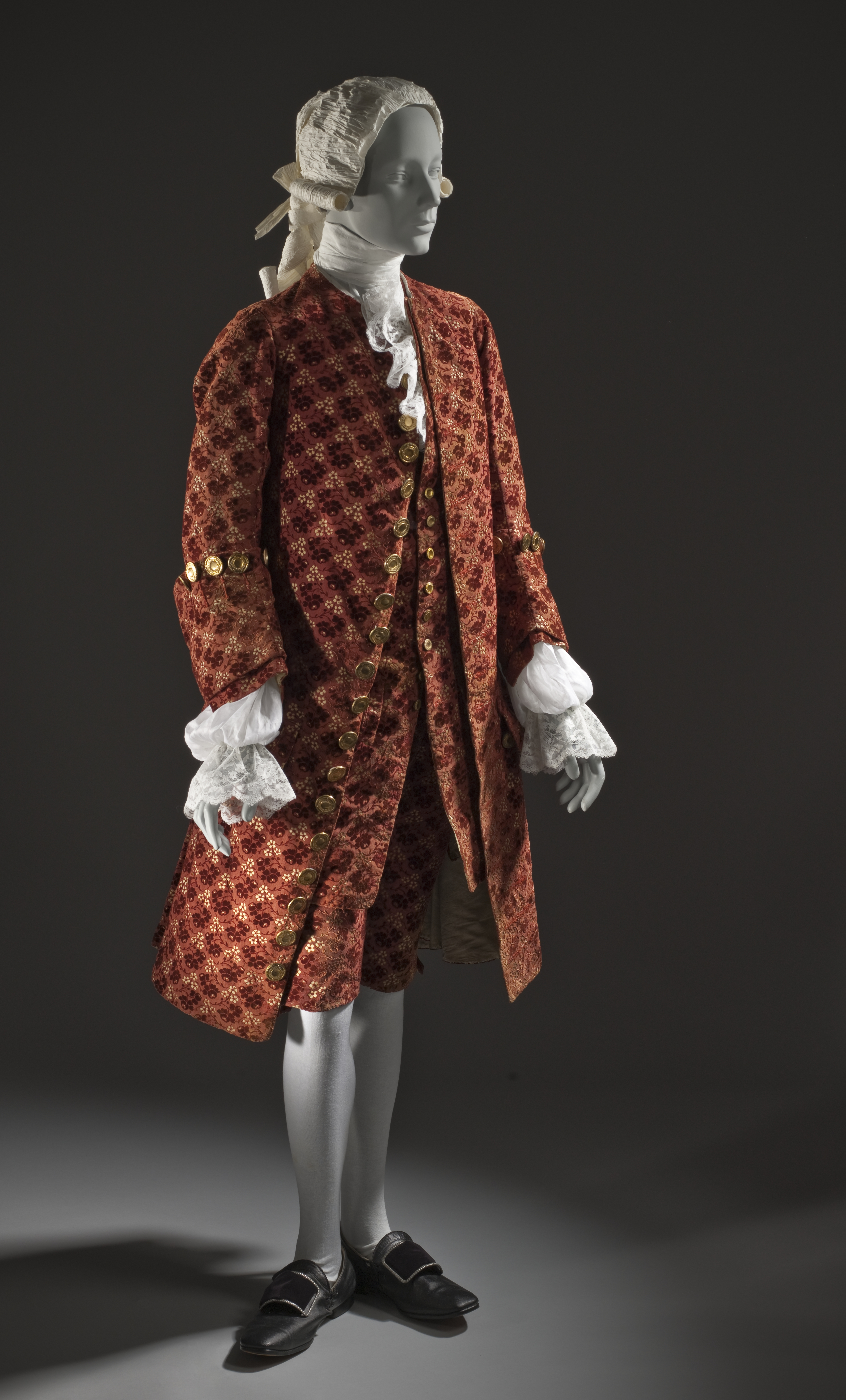
Французский жюстокор 1755 года

Жюстокоры произошли от военных безрукавных кафтанов середины XVII века, которые, в свою очередь, являлись эволюционным развитием более ранних кавалерийских плащей, известных, в частности, по хрестоматийным образам французских мушкетёров.
В 1660-х годах по указанию Людовика XIV появляется так называемый «жюстокор по привилегии», синий на красной подкладке, украшенный золотым и серебряным шитьём, который было дозволено носить только королю и членам королевской семьи.
В дальнейшем схожий покрой укоренился в армейской форме, сменив удлинённую куртку-дублет. Различия в цвете, отделке и покрое указывали на род войск. В жюстокоре впервые появляются прорезные, низко расположенные карманы с большими декоративными клапанами.
В 1670-х годах рукава жюстокора удлиняются и дополняются отложными манжетами, наружу выпускаются декоративные элементы рубашки — жабо и кружевные рукава.
В 1680-е жюстокоры начинают изготавливать из вошедшей в моду полосатой ткани, украшают золотым позументом и большим количеством пуговиц. Фасон и правила ношения жюстокора часто меняются: его приталивают еще больше, расширяют в боках с помощью складок, носят не застегнутым. Фигурные клапаны карманов меняют вид и расположение.
Начиная с середины XVIII века жюстокор, снабженный эполетом на правом плече, становится частью женского охотничьего костюма и носится с широкой распашной юбкой.
Во второй половине XVIII века жюстокор представляет собой длинный кафтан с узкими плечами, со стоячим воротником, плотно облегающий фигуру. В боковых швах имеет по пяти-шести складок-фалд, сзади разрез с фальшивой застежкой. В этом своем виде он получает название «аби».
В начале XIX века название «аби» переносится на фрак и сохраняется во Франции до настоящего времени.